# Vöhl
Vöhl est une municipalité allemande située dans l'arrondissement de Waldeck-Frankenberg et dans le land de la Hesse.

## Personnalités liées à la ville
- Wilhelm Unger (1775-1855), peintre né à Kirchlotheim.